# سالمية
السالمية أو الاقترانية فرقة كلامية من أتباع هشام بن سالم الجواليقي ومن تبعهم من أتباع الأئمة الأربعة وبعض أهل الحديث يُنسبون إلى الشيعة.

## عقيدتهم
يقولون: «إن كلام الله معان وألفاظ وحروف وأصوات قائمة بذات الرب لم تزل ولا تزال، لكن الكلام لا يتعلق بقدرة الرب ومشيئته، فلا يتكلم بقدرته ومشيئته، فالكلام لازم لله أزلا وأبدا لا يتعلق بالقدرة والمشيئة، بل الرب لم يزل ولا يزال يتكلم، وكلام الرب حروف وأصوات، لكن حروف وكلمات الرب لا يسبق بعضها بعضا، بل هي مقترنة، فمثلا: (بسم الله الرحمن الرحيم) لا يقولون: إن السين بعد الباء والميم بعد السين، بل يقولون: الحروف مقترنة دفعة واحدة يتكلم الرب سبحانه بها دفعة واحدة، فالباء مع السين مع الميم، لكن بالنسبة لسمع الإنسان يسمعها متعاقبة مرتبة، لكن الرب تكلم بها دفعة واحدة، ولهذا تسمى هذه الطائفة بالاقترانية، لأنهم يقولون: الحروف مقترنة ليست متعاقبة، ويسمون -أيضا- بالسالمية. وهذا المذهب مبني على القول بأن الكلام لابد من أن يقوم بالمتكلم، وبأن الرب ليس محلا للحوادث، قالوا: الكلام لابد من أن يقوم به متكلم، فالله لم يزل ولا يزال يتكلم بحروف وأصوات وألفاظ ومعان. وكلام الله نوعان: بواسطة وبغير واسطة، بواسطة كما سمع الصحابة كلام الله وكما سمعه الرسول عليه الصلاة والسلام، وبغير واسطة كما سمع موسى كلام الله وكما سمعه نبينا صلى الله عليه وسلم ليلة المعراج، لكن قالوا: الرب لا يتكلم بقدرته ومشيئته، فالرب لم يزل يتكلم منذ الأزل، فقوله:﴿قَدْ سَمِعَ اللَّهُ قَوْلَ الَّتِي تُجَادِلُكَ فِي زَوْجِهَا وَتَشْتَكِي إِلَى اللَّهِ وَاللَّهُ يَسْمَعُ تَحَاوُرَكُمَا إِنَّ اللَّهَ سَمِيعٌ بَصِيرٌ ۝١﴾ [المجادلة:1] ليس بقدرته ومشيئته، والحروف مقترنة، قالوا: لأن الكلام لابد له من متكلم، ولأن الله ليس محلا للحوادث، فلو قلنا: إن الله الرب يتكلم إذا شاء فمعناه أنه حدث الكلام في داخله، والذي يحدث الكلام في داخله هو المخلوق، والمخلوق هو الذي يكون محلا للحوادث، أما الرب فليس محلا للحوادث. وكذلك قالوا: لو قلنا: إن الحروف متعاقبة للزم من ذلك أن يحدث الحرف في ذاته، ففرارا من ذلك قالوا: إن الحروف مقترنة.»